# Enrique Norten
Enrique Norten (Ciudad de México, 1954) es un arquitecto mexicano, fundador de la firma TEN arquitectos. 
Entre sus obras más reconocidas están el edificio de uso mixto Mercedes House, el Parque Conmemorativo del 150 Aniversario de la Batalla de Puebla y el Musevi en Villahermosa, Tabasco. Ha recibido varios premios y reconocimientos por su obra.
.

## Biografía
Nació en la Ciudad de México en 1954. Realizó sus estudios superiores en la Universidad Iberoamericana, donde obtuvo su título de arquitecto en 1978. Asimismo, en 1980 obtuvo una maestría en arquitectura en la Universidad Cornell.
En 1986, fundó la firma TEN arquitectos, despacho que hasta la fecha preside. Norten inició junto con los arquitectos Alberto Kalach e Isaac Broid un movimiento de renovación arquitectónica en México a finales de los 90.

## Premios y reconocimientos
- Primer Premio «Mies van der Rohe» de Latinoamérica (1998)
- Miembro Honorario del American Institute of Architects (AIA), (1999)
- Beca Nacional de Creadores de Arte, (2000)
- Medalla de Oro de la Society of American Registered Architects (SARA), (2003)
- Certificado al Mérito por el Municipal Art Society de Nueva York, (2004)
- Premio Mundial de Artes Leonardo da Vinci por parte del Consejo Cultural Mundial, (2005)
- Medalla Bellas Artes de Arquitectura por la Secretaría de Cultura y el Instituto Nacional de Bellas Artes (2018)[4]